# Ecdicio Avito
Ecdicio Avito (ca. 420–después del 475) fue un militar romano occidental. Ocupó el cargo de magister militum entre los años 474 y 475 bajo el gobierno de Julio Nepote.

## Información personal
Se considera que Ecdicio nació en Arvernia (la actual Auvernia, en Francia) dentro de una familia de rango senatorial. Fue hijo del emperador Eparquio Avito quien, también, había sido magister militum bajo el emperador Petronio Máximo. Tuvo, al menos, dos hermanos: Agrícola y Papianilla, quien fue la esposa de Sidonio Apolinar.
Creció en Augustonemetum (Clermont) donde recibió una esmerada educación impartida por buenos profesores. Poseía una amplia villa en la ciudad y extensas fincas dentro del vecino territorio ocupado por los burgundios.

## Carrera política y militar
Tuvo que tener una gran influencia en la región de Arvernia antes de partir a Rávena para trabajar en la corte del emperador Antemio. En el año 469, su cuñado Sidonio Apolinar le pidió que retornase a Clermont para intentar frenar la mala administración que ejercía Seronato.
Al poco de volver Ecdicio, Arvernia fue objeto de ataque por el rey visigodo Eurico quien quería incorporar esta región a su reino. Ecdicio organizó, entonces, una pequeña fuerza armada mantenida con su propio dinero. Junto a su cuñado —obispo de Clermont— lideró la resistencia romana actuando de manera privada sin ostentar ningún cargo oficial.
Adquirió notoriedad cuando burló en 271 el cerco visigodo de Clermont y consiguió introducirse en la ciudad junto a varios de sus seguidores. Dos años más tarde, en 473, una hambruna asoló parte del territorio burgundio situado cerca de la región de Clermont. Junto a Paciente, el obispo de Lyon, Ecdicio ayudó a la población y usó la cosecha de sus propias fincas para alimentar a unas 4000 personas. Esto tuvo que proporcionarle una buena consideración entre los burgundios ya que se refugió en su territorio cuando los ataques visigodos aumentaron.
Julio Nepote lo elevó a magister militum a finales del año 474 y lo puso al cargo de los restos del ejército imperial en la Galia aunque al año siguiente, lo llamó a Italia y le sustituyó por Flavio Orestes.